# Natasha Trethewey
Natasha Trethewey (Gulfport, 26 aprile 1966) è una poetessa statunitense.

## Biografia
Natasha Trethewey nacque in Mississipi, figlia del canadese Eric Trethewey e dell'afroamericana Gwendolyn Ann Turnbough; la coppia era originaria dell'Ohio, ma dovette trasferirsi in Mississippi dato che nel loro Stato d'origine i matrimoni interrazziali erano illegali. I genitori divorziarono quando Natasha aveva sei anni e tredici anni dopo la madre Gwendolyn Ann Turnbough fu uccisa dal suo ex secondo marito poco dopo il divorzio.
La Trethewey studiò letteratura inglese all'Università della Georgia, scrittura creativa all'Hollins University e poesia all'Università del Massachusetts. Tra il 2000 e il 2018 ha pubblicato sei raccolte di poesia – incluso il romanzo epistolare in versi Bellocq's Ophelia – e per la sua opera Native Guard ha vinto il Premio Pulitzer per la poesia nel 2007. Tra il 2012 e il 2013 ha mantenuto la carica di poeta laureato degli Stati Uniti.
È sposata con lo storico Brett Gadsden.

## Opere

### Poesia
- Domestic Work, 2000. ISBN 9781555973094
- Bellocq's Ophelia, 2002. ISBN 9781555973599
- Native Guard, 2006. ISBN 9780618872657
- Beyond Katrina: A Meditation on the Mississippi, 2010. ISBN 9780820333816
- Thrall, 2012. ISBN 9780547571607
- Monument: Poems New and Selected, 2018. ISBN 9781328507846

### Autobiografie
- Memorial Drive: A Daughter's Memoir, 2020. ISBN 9780062248572

### Curatele
- Best New Poets, 2007. ISBN 9780976629627